# Mengshan (sockenhuvudort i Kina, Jiangxi Sheng, lat 28,12, long 114,96)
Mengshan är en sockenhuvudort i Kina. Den ligger i provinsen Jiangxi, i den sydöstra delen av landet, omkring 110 kilometer sydväst om provinshuvudstaden Nanchang. Antalet invånare är 12 323. Befolkningen består av 5 774 kvinnor och 6 549 män. Barn under 15 år utgör 16,0 %, vuxna 15-64 år 74 %, och äldre över 65 år 9,0 %.
Runt Mengshan är det tätbefolkat, med 442 invånare per kvadratkilometer. Närmaste större samhälle är Shuibei, 12,9 km sydost om Mengshan. Trakten runt Mengshan består till största delen av jordbruksmark.
Genomsnittlig årsnederbörd är 2 092 millimeter. Den regnigaste månaden är maj, med i genomsnitt 337 mm nederbörd, och den torraste är oktober, med 32 mm nederbörd.